# Intel 8255

Anschlussbelegung des Intel 8255

Der Intel 8255 (auch i8255) ist ein programmierbarer paralleler Ein/Ausgabebaustein, der primär für den Intel-8085-Prozessor entwickelt wurde. Später wurde er auch mit dem Intel 8086 und seinen Nachfolgern eingesetzt. Der Baustein wird im 40-Pin-DIL-Gehäuse geliefert. Er wurde u. a. an AMD, Mitsubishi Electric, National Semiconductor, NEC und Siemens lizenziert.
Seine größte Bekanntheit hat der Intel 8255 durch den Einsatz im Parallel Port der IBM-PCs erlangt. Er wurde aber auch in PCs wie dem SV-328 und den MSX-Computern eingesetzt.
Der Intel 8255 besitzt drei 8 Bit breite IO-Ports, die zu zwei Port-Gruppen (Port-Gruppe A und Port-Gruppe B) zusammengefasst sind.
- Port A (PA0 bis PA7) und PC4 bis PC7 des Ports C bilden Port-Gruppe A
- Port B (PB0 bis PB7) und PC0 bis PC3 des Ports C bilden Port-Gruppe B

Die Port-Gruppen können in unterschiedlichen Modi betrieben werden. Dafür gibt es ein Steuerregister, das über den Datenbus (D0–D7) geschrieben werden kann.

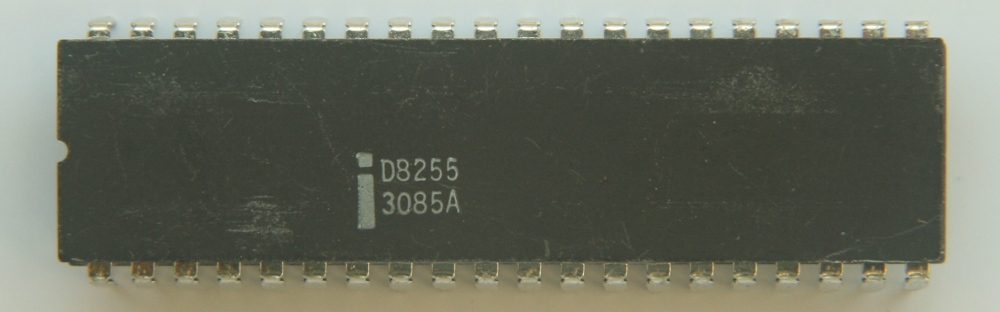
Intel D8255
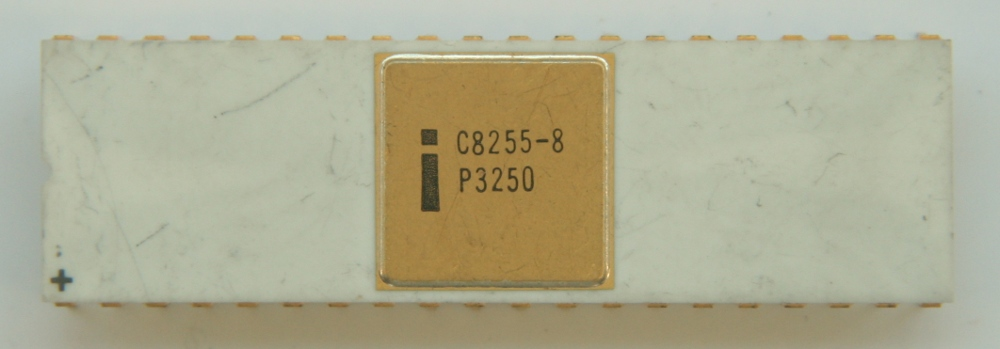
Intel C8255-8
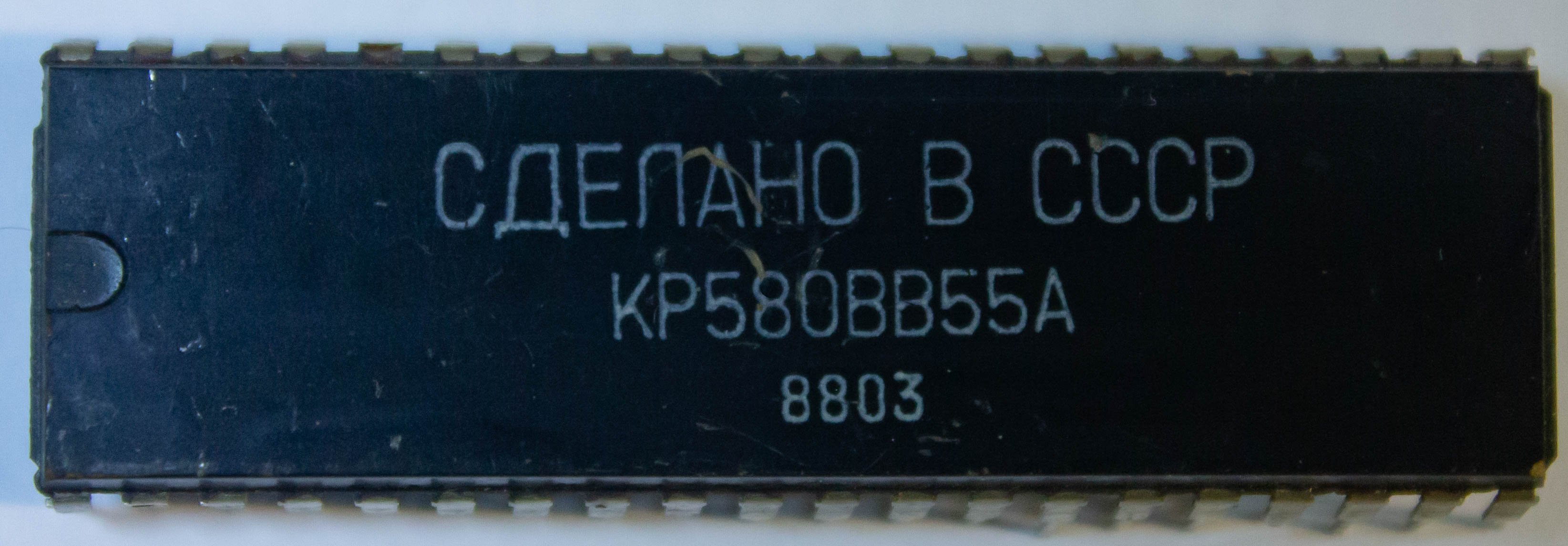
Äquivalenter Schaltkreis KR580WW55 aus sowjetischer Produktion (hergestellt 1988)